# Ola Karlsson (politiker)
Erik Ola Karlsson, född 5 april 1961 i Sofia församling i Jönköping, är en svensk politiker (moderat), som var riksdagsledamot 1993–2002.

## Biografi
Karlsson är skogsbrukare, boende i Granbergsdal utanför Karlskoga.[källa behövs]
Han var ledamot av Sveriges riksdag 1993–2002 för Örebro läns valkrets. I riksdagen var han ledamot i näringsutskottet 1995–2002 och Nordiska rådets svenska delegation 2001–2002. Han var även suppleant i konstitutionsutskottet 1993–2002 och näringsutskottet 1993–1995.
Efter tiden som riksdagsledamot var Ola Karlsson oppositionsråd i Karlskoga kommun 2003–2010 och oppositionsråd i Örebro läns landsting från 2011.